# Дейвид Лак
Дейвид Ламбърт Лак (на английски: David Lambert Lack) е английски орнитолог.

## Биография
Роден е на 16 юли 1910 година в Лондон, Великобритания. Баща, който е страстен орнитолог, го насърчава в изучаването на птиците. Лак учи в „Гришъм скул“ в Норфолк и „Магдален Колидж“, Кембридж. До 1939 г. преподава в Dartington Hall School като след това напуска, за да изследва поведението на птиците в Галапагос.
По време на Втората световна война служи на радарна станция. Тук той стига до идеята да използва тази технология за изследване на миграцията на птиците. През 1945 г. става директор на Орнитологическия институт „Едуард Грей“ като остава на този пост до смъртта си. Той инициира редица проучвания върху биологията на конкретни видове.
Лак е автор на множество публикации за птиците включително и за галапагоските чинки. През 1973 получава и медала „Дарвин“. Става член на Американския орнитологически съюз през 1939 г., а през 1946 става негов почетен член. През 1966 Лак председателства Орнитологическия Международен конгрес в Оксфорд.
Умира на 12 март 1973 година в Оксфорд на 62-годишна възраст.